# 卵叶巴豆
卵叶巴豆（学名：Croton caudatus）为大戟科巴豆属下的一个种。

## 扩展阅读
- 維基物種上的相關：卵叶巴豆